# Премія «Оскар» за найкращий документальний короткометражний фільм
Премія «Оскар» за найкращий документальний короткометражний фільм — нагорода Американської академії кіномистецтва, яку присуджують щорічно з 1942 року.

## Список лауреатів та номінантів
Переможці вказуються першими, виділяються жирним шрифтом на золотому тлі та відмічені знаком «★».

### 1940-ві
| Церемонія    | Фільм | Номінанти |
| ------------ | --- | --- |
| 14-та (1942) | ★ «Острів Черчилля» | Національна рада Канади з питань кіно                                                                                   |
| 14-та (1942) | «Пригода в Бронксі» | Кіноасоціація |
| 14-та (1942) | «Бомбардувальник» | Управління з надзвичайних ситуацій США Кінопідрозділ                                                                    |
| 14-та (1942) | «Різдво під обстрілом»                                                                                                  | Міністерство інформації Великої Британії                                                                                |
| 14-та (1942) | «Лист з дому» | Міністерство інформації Великої Британії                                                                                |
| 14-та (1942) | «Життя чистокровного»                                                                                                   | Трумен Таллі |
| 14-та (1942) | «Норвегія в бунті» | «Марш часу» |
| 14-та (1942) | «Місце для життя» | Житлова асоціація Філадельфії                                                                                           |
| 14-та (1942) | «Російська земля» | Амкіно |
| 14-та (1942) | «Солдати неба» | Трумен Таллі |
| 14-та (1942) | «Воєнні хмари над Тихим океаном»                                                                                        | Національне кінематографічне управління Канади                                                                          |
| 15-та (1943) | Короткометражні та повнометражні документальні фільми змагалися в об’єднаній категорії «Найкращий документальний фільм» | Короткометражні та повнометражні документальні фільми змагалися в об’єднаній категорії «Найкращий документальний фільм» |
| 16-та (1944) | ★ «7 грудня» | ВМС США |
| 16-та (1944) | «Діти Марса» | RKO Radio |
| 16-та (1944) | «Завтра ми літаємо» | Бюро аеронавтики ВМС США                                                                                                |
| 16-та (1944) | «План знищення» | Metro-Goldwyn-Mayer |
| 16-та (1944) | «Молодь у кризі» | «Марш часу» |
| 16-та (1944) | «Шведи в Америці» | Бюро військової інформації США за кордоном                                                                              |
| 16-та (1944) | «Народу Сполучених Штатів»                                                                                              | Волтер Вангер |
| 16-та (1944) | «Вода — друг чи ворог»                                                                                                  | Волт Дісней |
| 16-та (1944) | «Голландська традиція»                                                                                                  | Національна кінорада Канади                                                                                             |
| 16-та (1944) | «Голос, який вразив світ»                                                                                               | Warner Bros. |
| 16-та (1944) | «День битви» | Внутрішнє бюро військової інформації США                                                                                |
| 16-та (1944) | «Земля моєї матері» | Польський інформаційний центр                                                                                           |
| 16-та (1944) | «Крила вгору» | 1-й кінопідрозділ ВПС армії США                                                                                         |
| 16-та (1944) | «Лист від Лівінгстона»                                                                                                  | 4-й сигнальний фотографічний підрозділ армії США                                                                        |
| 16-та (1944) | «Лінія життя» | Зображувальна служба армії США                                                                                          |
| 16-та (1944) | «Задній навідник» | Військове відомство США                                                                                                 |
| 16-та (1944) | «Оперативна група» | Берегова охорона США |
| 16-та (1944) | «Розбитий конвой Бісмарка»                                                                                              | Відділ інформаційних фільмів Департаменту Австралії                                                                     |
| 16-та (1944) | «Слуга нації» | Південно-Африканський Союз                                                                                              |
| 16-та (1944) | «Трудовий фронт» | Національна кінорада Канади                                                                                             |
| 16-та (1944) | «Убити або бути вбитим»                                                                                                 | Міністерство інформації Великобританії                                                                                  |
| 17-та (1945) | ★ «З морською піхотою в Тараві»                                                                                         | Корпус морської піхоти США                                                                                              |
| 17-та (1945) | «Артуро Тосканіні» | Бюро військової інформації США за кордоном                                                                              |
| 17-та (1945) | «Нові американці» | RKO Radio |
| 18-та (1946) | ★ «Гітлер живий?» | Ґордон Голлінґшед |
| 18-та (1946) | «Бібліотека Конгресу»                                                                                                   | Бюро військової інформації США за кордоном                                                                              |
| 18-та (1946) | «До берегів Іводзіми»                                                                                                   | Корпус морської піхоти США                                                                                              |
| 19-та (1947) | ★ «Насіння долі» | Військове міністерство США                                                                                              |
| 19-та (1947) | «Атомна енергетика» | «Марш часу» |
| 19-та (1947) | «Життя в зоопарку» | Арткіно |
| 19-та (1947) | «Випуск Paramount News #37 (двадцятий ювілейний випуск! 1927.....1947)»                                                 | Paramount |
| 19-та (1947) | «Трафік з дияволом» | Герберт Морган |
| 20-та (1948) | ★ «Перші кроки» | Відділ фільмів та візуальної інформації ООН                                                                             |
| 20-та (1948) | «Паспорт в нікуди» | Фредерік Ульман молодший                                                                                                |
| 20-та (1948) | «Школа в поштовій скриньці»                                                                                             | Австралійське бюро новин та інформації                                                                                  |
| 21-ша (1949) | ★ «До незалежності» | Армія США |
| 21-ша (1949) | «Від серця до серця» | Герберт Морган |
| 21-ша (1949) | «Операція „Віттлс“» | Повітряні сили Армії США                                                                                                |

### 1950-ті
| Церемонія    | Фільм                                    | Номінанти |
| ------------ | ---------------------------------------- | --- |
| 22-га (1950) | ★ «Шанс жити»                            | Річард де Рошемон                                                                                               |
| 22-га (1950) | ★ «Так багато за так мало»               | Едвард Зелзер                                                                                                   |
| 22-га (1950) | «1848»                                   | Генеральний кооператив французького кіно                                                                        |
| 22-га (1950) | «Висхідна хвиля»                         | Університет Св. Франциска, Ксаверія, Антігоніш, Нова Шотландія                                                  |
| 23-тя (1951) | ★ «Чому Корея?»                          | Едмунд Рік |
| 23-тя (1951) | «Боротьба: наука проти раку»             | Гай Гловер |
| 23-тя (1951) | «Сходи»                                  | Film Documents, Inc.                                                                                            |
| 24-та (1952) | ★ «Бенджі»                               | Зроблено Фредом Ціннеманном у співпраці з корпорацією Paramount Pictures для ортопедичної лікарні Лос-Анджелеса |
| 24-та (1952) | «Той, хто повернувся»                    | Оуен Крамп |
| 24-та (1952) | «Провидяче око»                          | Ґордон Голлінґшед                                                                                               |
| 25-та (1953) | ★ «Сусіди»                               | Норман Макларен                                                                                                 |
| 25-та (1953) | «Диявол візьми нас»                      | Герберт Морган                                                                                                  |
| 25-та (1953) | «Садовий павук»                          | Альберто Анчілотто                                                                                              |
| 25-та (1953) | «Людина жива!»                           | Стівен Босустоу                                                                                                 |
| 26-та (1954) | ★ «Ескімос з Аляски»                     | Волт Дісней |
| 26-та (1954) | «Живе місто»                             | Джон Барнс |
| 26-та (1954) | «Операція „Блакитна сойка“»              | Корпус зв'язку армії США                                                                                        |
| 26-та (1954) | «Вони посадили камінь»                   | Джеймс Карр |
| 26-та (1954) | «Слово»                                  | Джон Хілі, Джон Адамси                                                                                          |
| 27-ма (1955) | ★ «Діти четверга»                        | World Wide Pictures і Morse Films                                                                               |
| 27-ма (1955) | «Реактивний авіаносець»                  | Отто Ланг |
| 27-ма (1955) | «Рембрандт: Автопортрет»                 | Моррі Ройзман                                                                                                   |
| 28-ма (1956) | ★ «Чоловіки проти Арктики»               | Волт Дісней |
| 28-ма (1956) | «Битва під Геттісбергом»                 | Дор Шарі |
| 28-ма (1956) | «Обличчя Лінкольна»                      | Вілбур Т. Блум                                                                                                  |
| 29-та (1957) | ★ «Справжня історія громадянської війни» | Луїс Клайд Стоумен                                                                                              |
| 29-та (1957) | «Місто вирішує»                          | Чарльз Гаггенхейм та Associates, Inc.                                                                           |
| 29-та (1957) | «Темна хвиля»                            | Джон Хілі |
| 29-та (1957) | «Будинок без назви»                      | Валентин Девіс                                                                                                  |
| 29-та (1957) | «Людина в космосі»                       | Ворд Кімбол |
| 30-та (1958) | не вручалася                             | не вручалася |
| 31-ша (1959) | ★ «Дівчата Ама»                          | Бен Шарпстін |
| 31-ша (1959) | «Лише для працівників»                   | Кеннет Г. Браун                                                                                                 |
| 31-ша (1959) | «Подорож у весну»                        | Ян Фергюсон |
| 31-ша (1959) | «Живий камінь»                           | Том Дейлі |
| 31-ша (1959) | «Увертюра»                               | Торольд Дікінсон                                                                                                |

### 1960-ті
| Церемонія    | Фільм                            | Номінанти                                      |
| ------------ | -------------------------------- | ---------------------------------------------- |
| 32-га (1960) | ★ «Скло»                         | Берт Гаанстра                                  |
| 32-га (1960) | «Дональд у країні Матемагіки»    | Волт Дісней                                    |
| 32-га (1960) | «Від покоління до покоління»     | Едвард Ф. Каллен                               |
| 33-тя (1961) | ★ «Джузеппіна»                   | Джеймс Хілл                                    |
| 33-тя (1961) | «Поза тишею»                     | Інформаційне агентство США                     |
| 33-тя (1961) | «Місто під назвою Копенгаген»    | Statens Filmcentral, кінофільм уряду Данії     |
| 33-тя (1961) | «Міжцарів'я Джорджа Гроса»       | Чарльз Кері, Алтіна Керіи                      |
| 33-тя (1961) | «Всесвіт»                        | Колін Лоу                                      |
| 34-та (1962) | ★ «Проєкт „Надія“»               | Френк П. Бібас                                 |
| 34-та (1962) | «Долаючи мовний бар'єр»          | Повітряні сили США                             |
| 34-та (1962) | «Колиска генія»                  | Джим О'Коннор, Том Хейси                       |
| 34-та (1962) | «Каль»                           | Dido-Film-GmbH                                 |
| 34-та (1962) | «Людина в сірому»                | Бенедетто Бенедетті                            |
| 35-та (1963) | ★ «Ділан Томас»                  | Джек Хауеллс                                   |
| 35-та (1963) | «Історія Джона Гленна»           | Вільям Л. Хендрікс                             |
| 35-та (1963) | «Дорога до стіни»                | Роберт Саудек                                  |
| 36-та (1964) | ★ «Шагал»                        | Саймон Шифрін                                  |
| 36-та (1964) | «П'ять міст червня»              | Джордж Стівенс молодший                        |
| 36-та (1964) | «Дух Америки»                    | Елджернон Г. Вокер                             |
| 36-та (1964) | «Тридцять мільйонів листів»      | Едгар Ансті                                    |
| 36-та (1964) | «Жити знову»                     | Мел Лондон                                     |
| 37-ма (1965) | ★ «Дев'ять із Літтл-Року»        | Чарльз Гуггенхайм                              |
| 37-ма (1965) | «Позбутися від звички»           | Генрі Джейкобс, Джон Кортіи                    |
| 37-ма (1965) | «Діти без»                       | Чарльз Гуггенхайм                              |
| 37-ма (1965) | «Кеноджуак»                      | Національне кінематографічне управління Канади |
| 37-ма (1965) | «140 днів під світом»            | Джеффрі Скотт, Окслі Хьюгани                   |
| 38-ма (1966) | ★ «Бути живим!»                  | Френсіс Томпсон                                |
| 38-ма (1966) | «Фреска на нашій вулиці»         | Кірк Смоллмен                                  |
| 38-ма (1966) | «Увертюра»                       | Mafilm Productions                             |
| 38-ма (1966) | «Точка зору»                     | Vision Associates Productions                  |
| 38-ма (1966) | «Країна Єйтс»                    | Патрік Кері, Джо Мендозаи                      |
| 39-та (1967) | ★ «Рік до завтра»                | Едмонд Леві                                    |
| 39-та (1967) | «Підлітковий вік»                | Марін Карміц, Володимир Форгенсіи              |
| 39-та (1967) | «Ковбой»                         | Майкл Анеман, Гері Шлоссери                    |
| 39-та (1967) | «Шанси проти»                    | Лі Р. Бобкер, Хелен Крістт Радіни              |
| 39-та (1967) | «Страсті по Матфею»              | Mafilm Studio                                  |
| 40-ва (1968) | ★ «Червоні ліси»                 | Марк Гарріс, Тревор Грінвуди                   |
| 40-ва (1968) | «Пам'ятник мрії»                 | Чарльз Е. Гуггенхайм                           |
| 40-ва (1968) | «Місце, щоб стояти»              | Крістофер Чепмен                               |
| 40-ва (1968) | «Побачимося біля стовпа»         | Роберт Фітчетт                                 |
| 40-ва (1968) | «Поки я веду цю гонку»           | Карл В. Регсдейл                               |
| 41-ша (1969) | ★ «Чому людина створює»          | Сол Басс                                       |
| 41-ша (1969) | «Будинок, який побудував Ананда» | Фалі Біліморія                                 |
| 41-ша (1969) | «Двері, що обертаються»          | Лі Р. Бобкер                                   |
| 41-ша (1969) | «Простір для розвитку»           | Томас П. Келлі молодший                        |
| 41-ша (1969) | «Вихід із дикої природи»         | Ден Е. Вайсбурд                                |

### 1970-ті
| Церемонія    | Фільм                                     | Номінанти                                                     |
| ------------ | ----------------------------------------- | ------------------------------------------------------------- |
| 42-га (1970) | ★ «Чехословаччина 1968»                   | Деніс Сандерс, Роберт М. Фрескои                              |
| 42-га (1970) | «Враження від Джона Стейнбека: Сценарист» | Дональд Рай                                                   |
| 42-га (1970) | «Дженні – хороша річ»                     | Джоан Горват                                                  |
| 42-га (1970) | «Лео Бойерман»                            | Артур Х. Вульф, Рассел А. Моссери                             |
| 42-га (1970) | «Чарівні машини»                          | Джоан Келлер Стерн                                            |
| 43-тя (1971) | ★ «Інтерв'ю з ветеранами Мілай»           | Джозеф Стрік                                                  |
| 43-тя (1971) | «Подарунки»                               | Роберт Макбрайд                                               |
| 43-тя (1971) | «Довгий шлях нізвідки»                    | Боб Аллер                                                     |
| 43-тя (1971) | «Ойсін»                                   | Вів'єн Кері, Патрік Керіи                                     |
| 43-тя (1971) | «Час спливає»                             | Хорст Даллмайр, Роберт Менегози                               |
| 44-та (1972) | ★ «Вартові тиші»                          | Мануель Аранго, Роберт Амрами                                 |
| 44-та (1972) | «Пригоди у сприйнятті»                    | Хан ван Гелдер                                                |
| 44-та (1972) | «Мистецтво – це...»                       | Джуліан Крайнін, ДеВітт Л. Сейдж молодшийи                    |
| 44-та (1972) | «Цифри починаються з річки»               | Дональд Рай                                                   |
| 44-та (1972) | «Хтось чекає»                             | Хел Райні, Дік Снайдер, Шервуд Оменси                         |
| 45-та (1973) | ★ «Цей маленький світ»                    | Чарльз Гугенот ван дер Лінден, Мартіна Гугенот ван дер Лінден |
| 45-та (1973) | «Дощовий день Хундертвассера»             | Пітер Шамоні                                                  |
| 45-та (1973) | «Концентраційний табір»                   | Джорджіо Тревес                                               |
| 45-та (1973) | «Розпродаж»                               | Тадеуш Яворський                                              |
| 45-та (1973) | «Приплив руху»                            | Хамфрі Свінглер                                               |
| 46-та (1974) | ★ «Прінстон: Пошук відповідей»            | Джуліан Крейнін, ДеВітт Л. Сейдж                              |
| 46-та (1974) | «Бєкграунд»                               | Кармен Д'Авіно                                                |
| 46-та (1974) | «Діти на роботі»                          | Луї Маркус                                                    |
| 46-та (1974) | «Завіса долини Крісто»                    | Альберт Мейслз, Девід Мейслзи                                 |
| 46-та (1974) | «Чотири камені для Канеміцу»              | Террі Сандерс, Джун Вейни                                     |
| 47-ма (1975) | ★ «Не треба»                              | Робін Леман                                                   |
| 47-ма (1975) | «Місто поза пустелею»                     | Френсіс Томпсон                                               |
| 47-ма (1975) | «Експлораторіум»                          | Джон Бурстін                                                  |
| 47-ма (1975) | «Висока Сьєрра Джона Муїра»               | Девітт Джонс, Леслі Фостер                                    |
| 47-ма (1975) | «Оголена йога»                            | Рональд С. Кесс, Мервін Ллойд                                 |
| 48-ма (1976) | ★ «Кінець гри»                            | Клер Вілбур, Робін Лемани                                     |
| 48-ма (1976) | «Артур, Ліллі»                            | Джон Елс, Стівен Ковач, Крістін Самуельсони                   |
| 48-ма (1976) | «На мільйони років попереду людини»       | Манфред Баєр                                                  |
| 48-ма (1976) | «Зонди в космосі»                         | Джордж В. Кейсі                                               |
| 48-ма (1976) | «Вістлінг Сміт»                           | Баррі Хауеллс, Майкл Скотти                                   |
| 49-та (1977) | ★ «Прорахуйте наші дні»                   | Лінн Літман                                                   |
| 49-та (1977) | «Американська чистка взуття»              | Спаркі Грін                                                   |
| 49-та (1977) | «Блеквуд»                                 | Тоні Янзело, Енді Томсони                                     |
| 49-та (1977) | «Кінець дороги»                           | Джон Армстронг                                                |
| 49-та (1977) | «Всесвіт»                                 | Лестер Новрос                                                 |
| 50-та (1978) | ★ «Гравітація - мій ворог»                | Джон Джозеф, Ян Стуссі                                        |
| 50-та (1978) | «Агеда Мартінес: Наші люди, наша країна»  | Моктесума Еспарза                                             |
| 50-та (1978) | «Перше видання»                           | Хелен Вітні, ДеВітт Л. Сейдж молодшийи                        |
| 50-та (1978) | «Про час, гробниці та скарби»             | Джеймс Р. Месенджер, Пол Н. Раймондіи                         |
| 50-та (1978) | «Досвід Шетландських островів»            | Дуглас Гордон                                                 |
| 51-ша (1979) | ★ «Політ кондора Госсамера»               | Жаклін Філліпс Шедд, Бен Шедди                                |
| 51-ша (1979) | «Розділена стежка: Одіссея індіанців»     | Джеррі Аронсон                                                |
| 51-ша (1979) | «Зустріч з обличчями»                     | К.К. Капіл                                                    |
| 51-ша (1979) | «На добраніч, міс Енн»                    | Август Чінквеграна                                            |
| 51-ша (1979) | «Сквайри Сан-Квентіна»                    | Дж. Гері Мітчелл                                              |

### 1980-ті
| Церемонія    | Фільм                                              | Номінанти                                |
| ------------ | -------------------------------------------------- | ---------------------------------------- |
| 52-га (1980) | ★ «Пол Робсон: Данина митцю»                       | Сол Дж. Турелл                           |
| 52-га (1980) | «Мамо»                                             | Рісто Теофіловскі                        |
| 52-га (1980) | «Коріо Селадон»                                    | Дональд Конноллі, Джеймс Р. Месенджер    |
| 52-га (1980) | «Нігті»                                            | Філіп Борсос                             |
| 52-га (1980) | «Запам'ятай мене»                                  | Дік Янг                                  |
| 53-тя (1981) | ★ «Карл Гесс: Назустріч свободі»                   | Роланд Халле, Пітер В. Леду              |
| 53-тя (1981) | «Не зв’язуйся з Біллом»                            | Джон Вотсон, Пен Деншем                  |
| 53-тя (1981) | «Виверження вулкана Святої Єлени»                  | Джордж Кейсі                             |
| 53-тя (1981) | «Це той же світ»                                   | Дік Янг                                  |
| 53-тя (1981) | «Лютер Метке у віці 94 років»                      | Річард Хокінс, Хорхе Прелоран            |
| 54-та (1982) | ★ «Тісна гармонія»                                 | Найджел Нобл                             |
| 54-та (1982) | «Америка перехідного періоду»                      | Обі Бенц                                 |
| 54-та (1982) | «Подорож на виживання»                             | Дік Янг                                  |
| 54-та (1982) | «Подивіться, що я скажу»                           | Лінда Чепмен, Пем Леблан, Фредді Стівенс |
| 54-та (1982) | «Заклик до будівництва»                            | Роланд Галле, Джон Гувер                 |
| 55-та (1983) | ★ «Якщо ви любите цю планету»                      | Едвард Ле Лоррен, Террі Неш              |
| 55-та (1983) | «Боги металу»                                      | Роберт Ріхтер                            |
| 55-та (1983) | «Клан: Спадщина ненависті в Америці»               | Чарльз Гуггенхайм, Вернер Шуман          |
| 55-та (1983) | «Жити або дозволити померти»                       | Фріда Лі Мок                             |
| 55-та (1983) | «Подорожуємо з надією»                             | Джон Евілдсен                            |
| 56-та (1984) | ★ «Фламенко о 5:15»                                | Синтія Скотт, Адам Сіманскі              |
| 56-та (1984) | «У ядерній тіні: Що можуть розповісти нам діти?»   | Вів'єн Вердон-Роу, Ерік Тірманн          |
| 56-та (1984) | «Швея»                                             | Артур Донг                               |
| 56-та (1984) | «Простори: Архітектура Пауля Рудольфа»             | Роберт Айзенхардт                        |
| 56-та (1984) | «Ти вільний»                                       | Деа Брокман, Ілен Лендіс                 |
| 57-ма (1985) | ★ «Різьбярі по каменю»                             | Марджорі Хант, Пол Вагнер                |
| 57-ма (1985) | «Діти Сун Чінг Лін»                                | Гері Буш, Пол Т.К. Лін                   |
| 57-ма (1985) | «Код сірий: Етичні дилеми в медсестринстві»        | Бен Ахтенберг, Джоан Сойєр               |
| 57-ма (1985) | «Райський сад»                                     | Лоуренс Р. Хотт, Роджер М. Шерман        |
| 57-ма (1985) | «Спогади про Павловськ»                            | Ірина Калініна                           |
| 58-ма (1986) | ★ «Свідок війни: Доктор Чарлі Клементс»            | Девід Гудман                             |
| 58-ма (1986) | «Сміливість піклуватися»                           | Роберт Гарднер                           |
| 58-ма (1986) | «Кітс і його Соловей: Побачення наосліп»           | Майкл Кроулі, Джеймс Вулпау              |
| 58-ма (1986) | «Створення увертюр –Історія громадського оркестру» | Барбара Вілліс Світ                      |
| 58-ма (1986) | «Чарівник струн»                                   | Алан Едельштейн                          |
| 59-та (1987) | ★ «Жінки — за Америку, за світ»                    | Вів’єн Вердон-Ро                         |
| 59-та (1987) | «Танцюристи дебошири»                              | Елісон Най-Стреліч                       |
| 59-та (1987) | «Майстри катастроф»                                | Соня Фрідман                             |
| 59-та (1987) | «Червоні женихи: Соняшник у теплиці»               | Томас Л. Нефф, Маделін Белл              |
| 59-та (1987) | «Сем»                                              | Аарон Д. Вайсблатт                       |
| 60-та (1988) | ★ «Молоді серцем»                                  | Сью Маркс, Памела Конн                   |
| 60-та (1988) | «Френсіс Стелофф: Мемуари книготорговця»           | Дебора Діксон                            |
| 60-та (1988) | «У найсвітліші години...»                          | доктор Френк Деніел, Ісаак Бен-Меїр      |
| 60-та (1988) | «Мовою все сказано»                                | Меган Вільямс                            |
| 60-та (1988) | «Срібло у золото»                                  | Лінн Мюллер                              |
| 61-ша (1989) | ★ «Ви не повинні помирати»                         | Вільям Гуттентаг, Малкольм Кларк         |
| 61-ша (1989) | «Дитяча вітрина»                                   | Карен Гудман                             |
| 61-ша (1989) | «Сімейна зустріч»                                  | Ліза Ясуї, Енн Тегнелл                   |
| 61-ша (1989) | «Бандити-копи»                                     | Томас Б. Флемінг, Деніел Дж. Маркс       |
| 61-ша (1989) | «Портрет Імоджен»                                  | Ненсі Хейл, Мег Партрідж                 |

### 1990-ті
| Церемонія    | Фільм                                                                   | Номінанти                          |
| ------------ | ----------------------------------------------------------------------- | ---------------------------------- |
| 62-га (1990) | ★ «Джонстаунська повінь»                                                | Чарльз Гуггенхейм                  |
| 62-га (1990) | «Вишукана їжа, вишукана випічка, працює з 6 до 9»                       | Девід Петерсен                     |
| 62-га (1990) | «Яд Вашем: Збереження минулого для забезпечення майбутнього»            | Рей Еррол Фокс                     |
| 63-тя (1991) | ★ «Дні очікування»                                                      | Стівен Оказакі                     |
| 63-тя (1991) | «Спалюємо завтра»                                                       | Кіт Томас                          |
| 63-тя (1991) | «Шимпанзе: Такі як ми»                                                  | Карен Гудман, Кірк Саймон          |
| 63-тя (1991) | «Подорож у життя: Світ ненароджених»                                    | Дерек Бромхолл                     |
| 63-тя (1991) | «Роуз Кеннеді: Життя, яке слід запам'ятати»                             | Фріда Лі Мок, Террі Сандерс        |
| 64-та (1992) | ★ «Смертельний обман: Дженерал Електрик, ядерна зброя та наше довкілля» | Дебра Часнофф                      |
| 64-та (1992) | «Гніздівлі птахів Таїланду (Мисливці за тінями)»                        | Ерік Валлі, Ален Маджані           |
| 64-та (1992) | «Трохи порочний»                                                        | Іммі Х'юмс                         |
| 64-та (1992) | «Знак Творця»                                                           | Девід Макгоуен                     |
| 64-та (1992) | «Меморіал: Листи американських солдатів»                                | Білл Кутюрі, Бернард Едельман      |
| 65-та (1993) | ★ «Навчання Пітера»                                                     | Томас Гудвін, Джерардін Вурцбург   |
| 65-та (1993) | «На межі завоювання: Подорож вождя Вай-Вай»                             | Джеффрі О'Коннор                   |
| 65-та (1993) | «За межами уяви: Маргарет Андерсон і „Маленький огляд“»                 | Венді Л. Вайнберг                  |
| 65-та (1993) | «Кольори мого батька: Портрет Сема Боренштейна»                         | Річард Елсон, Саллі Бокнер         |
| 65-та (1993) | «Коли аборти були незаконними: Нерозказані історії»                     | Дороті Федіман                     |
| 66-та (1994) | ★ «Захищаючи наші життя»                                                | Маргарет Лазарус, Реннер Вундерліх |
| 66-та (1994) | «Кровні зв’язки: Життя та творчість Саллі Манн»                         | Стівен Кантор, Пітер Спірер        |
| 66-та (1994) | «Курчата в білому атласі»                                               | Елейн Холліман, Джейсон Шнайдер    |
| 67-ма (1995) | ★ «Час справедливості»                                                  | Чарльз Гуггенхейм                  |
| 67-ма (1995) | «Шосе блюза»                                                            | Вінс ДіПерсіо, Білл Гуттентаг      |
| 67-ма (1995) | «89 мм від Європи»                                                      | Марсель Лозінскі                   |
| 67-ма (1995) | «Школа вбивць»                                                          | Роберт Ріхтер                      |
| 67-ма (1995) | «Прямо від серця»                                                       | Ді Мосбахер, Френсіс Рейд          |
| 68-ма (1996) | ★ «Один уцілілий пам’ятає»                                              | Кері Антоліс                       |
| 68-ма (1996) | «Джим Дайн: Автопортрет на стінах»                                      | Ненсі Дайн, Річард Стілвелл        |
| 68-ма (1996) | «Живе море»                                                             | Грег МакГілліврей, Алек Лорімор    |
| 68-ма (1996) | «Ніколи не здавайтеся: Одіссея 20-го століття Герберта Зіппера»         | Террі Сандерс, Фріда Лі Мок        |
| 68-ма (1996) | «Тінь ненависті»                                                        | Чарльз Гуггенхейм                  |
| 69-та (1997) | ★ «Уроки дихання: Життя та творчість Марка О'Брайена»                   | Джессіка Ю                         |
| 69-та (1997) | «Космічна подорож»                                                      | Джеффрі Марвін, Бейлі Сіллек       |
| 69-та (1997) | «Есе про Матісса»                                                       | Перрі Вулф                         |
| 69-та (1997) | «Спецефекти»                                                            | Сюзанна Сімпсон, Бен Бертт         |
| 69-та (1997) | «Дика банда: Альбом у монтажі»                                          | Пол Сейдор, Нік Редман             |
| 70-та (1998) | ★ «Історія зцілення»                                                    | Донна Дьюї, Керол Пастернак        |
| 70-та (1998) | «Аляска: Дух дикої природи»                                             | Джордж Кейсі, Пол Новрос           |
| 70-та (1998) | «Амазонка»                                                              | Кіт Меррілл, Джонатан Стерн        |
| 70-та (1998) | «Дочка нареченої»                                                       | Террі Рендалл                      |
| 70-та (1998) | «Все ще штовхається: Казкові безумства Палм-Спрінгс»                    | Мел Дамскі, Андреа Блаугрунд       |
| 71-ша (1999) | ★ «Особисті знайомства: Імпровізації романтики в золоті роки»           | Кейко Ібі                          |
| 71-ша (1999) | «Місце в країні»                                                        | Чарльз Гуггенхейм                  |
| 71-ша (1999) | «Схід сонця над площею Тяньаньмень»                                     | Шуй-Бо Ванґ, Дональд Маквільямс    |

### 2000-ні
| Церемонія    | Фільм                                               | Номінанти                            |
| ------------ | --------------------------------------------------- | ------------------------------------ |
| 72-га (2000) | ★ «Король Гімп»                                     | Сьюзен Ханна Хадарі, Вільям Вайтфорд |
| 72-га (2000) | «Очевидець»                                         | Берт Ван Борк                        |
| 72-га (2000) | «Найдикіше шоу на півдні: Ангольське тюремне родео» | Сімеон Соффер, Джонатан Стек         |
| 73-тя (2001) | ★ «Велика Мама»                                     | Трейсі Серітін                       |
| 73-тя (2001) | «Дзвінок завіси»                                    | Чак Брейверман, Стів Калафер         |
| 73-тя (2001) | «Дельфіни»                                          | Грег МакГілліврей, Алек Лорімор      |
| 73-тя (2001) | «Людина на носі Лінкольна»                          | Деніел Рейм                          |
| 73-тя (2001) | «Навшпиньках: Ніжні кроки до свободи»               | Ерік Сімонсон, Лілей Демоз           |
| 74-та (2002) | ★ «Тот»                                             | Сара Керночан, Лінн Аппел            |
| 74-та (2002) | «Художники та сироти: Справжня драма»               | Ліанн Клеппер Макнеллі               |
| 74-та (2002) | «Співай!»                                           | Фріда Лі Мок, Джессіка Сандерс       |
| 75-та (2003) | ★ «Вежі-близнюки»                                   | Білл Гуттентаг, Роберт Девід Порт    |
| 75-та (2003) | «Колекціонер з Бедфорд-стріт»                       | Еліс Елліотт                         |
| 75-та (2003) | «Могутні часи: Спадщина Рози Паркс»                 | Роберт Хадсон, Боббі Х'юстон         |
| 75-та (2003) | «Чому ми не можемо знову бути сім'єю?»              | Роджер Вайсберг, Мюррей Носсель      |
| 76-та (2004) | ★ «Чорнобильське серце»                             | Маріанн ДеЛео                        |
| 76-та (2004) | «Притулок»                                          | Сенді Маклеод, Джіні Ретікер         |
| 76-та (2004) | «Поромні історії»                                   | Катя Ессон                           |
| 77-ма (2005) | ★ «Могутні часи: Марш дітей»                        | Роберт Хадсон, Боббі Х'юстон         |
| 77-ма (2005) | «Аутизм – це світ»                                  | Джерардін Вюрцбург                   |
| 77-ма (2005) | «Діти Ленінградського»                              | Ганна Поляк, Анджей Целінський       |
| 77-ма (2005) | «Тверда деревина»                                   | Г'юберт Девіс, Ерін Фейт Янг         |
| 77-ма (2005) | «Пристрасть сестри Роуз»                            | Орен Джейкобі, Стів Калафер          |
| 78-ма (2006) | ★ «Нота тріумфу: Золотий вік Нормана Корвіна»       | Корін Маррінан, Ерік Сімонсон        |
| 78-ма (2006) | «Смерть Кевіна Картера: Загибель клубу шибайголів»  | Ден Краусс                           |
| 78-ма (2006) | «Бог спить у Руанді»                                | Кімберлі Акуаро, Стейсі Шерман       |
| 78-ма (2006) | «Грибний клуб»                                      | Стівен Оказакі                       |
| 79-та (2007) | ★ «Кров району Інчжоу»                              | Рубі Ян, Томас Леннон                |
| 79-та (2007) | «Перероблене життя»                                 | Леслі Іверкс, Майк Глад              |
| 79-та (2007) | «Репетиція мрії»                                    | Карен Гудман, Кірк Саймон            |
| 79-та (2007) | «Дві руки»                                          | Натаніель Кан, Сьюзан Роуз Бер       |
| 80-та (2008) | ★ «Право на спадок»                                 | Синтія Вейд, Ванесса Рот             |
| 80-та (2008) | «Корона»                                            | Аманда Мікелі, Ізабель Вега          |
| 80-та (2008) | «Салім Баба»                                        | Тім Стернберг, Франсіско Белло       |
| 80-та (2008) | «Мати Сари»                                         | Джеймс Лонглі                        |
| 81-ша (2009) | ★ «Посмішка Пінкі»                                  | Меган Майлан                         |
| 81-ша (2009) | «Сумління Нем Ена»                                  | Стівен Оказакі                       |
| 81-ша (2009) | «Останній дюйм»                                     | Ірен Тейлор Бродскі, Том Грант       |
| 81-ша (2009) | «Свідок: Із балкона кімнати 306»                    | Адам Пертофскі, Маргарет Хайд        |

### 2010-ті
| Церемонія    | Фільм                                                             | Номінанти                                 |
| ------------ | ----------------------------------------------------------------- | ----------------------------------------- |
| 82-га (2010) | ★ «Музика Пруденс»                                                | Роджера Росса Вільямса, Елінор Беркетт    |
| 82-га (2010) | «Неприродне лихо в Китаї: Сльози провінції Сичуань»               | Джон Алперт, Метью О'Ніл                  |
| 82-га (2010) | «Остання кампанія губернатора Бута Гарднера»                      | Деніел Юнге, Генрі Ансбахер               |
| 82-га (2010) | «Остання вантажівка: Закриття заводу GM»                          | Стівен Богнар, Джулія Райхерт             |
| 82-га (2010) | «Кролик по-берлінськи»                                            | Бартек Конопка, Анна Видра                |
| 83-та (2011) | ★ «Чужих більше немає»                                            | Карен Гудман, Кірк Саймон                 |
| 83-та (2011) | «Вбивство в ім'я»                                                 | Джед Ротштейн                             |
| 83-та (2011) | «Дівчина з плакату»                                               | Сара Нессон, Мітчелл В. Блок              |
| 83-та (2011) | «Сонце сходить»                                                   | Дженніфер Редферн, Тім Мецгер             |
| 83-та (2011) | «Воїни Цюгана»                                                    | Рубі Янг, Томас Леннон                    |
| 84-та (2012) | ★ «Збереження обличчя»                                            | Деніел Юнге, Шармін Обейд-Чіной           |
| 84-та (2012) | «Бірмінгемський цирульник: Піхотинець руху за громадянські права» | Робін Фрайдей, Гейл Долгін                |
| 84-та (2012) | «Бог - це великий Елвіс»                                          | Ребекка Камміса, Джулі Андерсон           |
| 84-та (2012) | «Інцидент у Новому Багдаді»                                       | Джеймс Спайон                             |
| 84-та (2012) | «Цунамі та вишневий цвіт»                                         | Люсі Вокер, Кіра Карстенсен               |
| 85-та (2013) | ★ «Невинний»                                                      | Шон Файн, Андреа Нікс Файн                |
| 85-та (2013) | «Кінгз-Пойнт»                                                     | Сарі Гілман, Джедд Відер                  |
| 85-та (2013) | «По понеділках у Расіна»                                          | Синтія Вейд, Робін Хонан                  |
| 85-та (2013) | «Відкрите серце»                                                  | Кіф Девідсон, Корі Шеперд Стерн           |
| 85-та (2013) | «Спокута»                                                         | Джон Алперт, Метью О'Ніл                  |
| 86-та (2014) | ★ «Леді з номеру 6: Музика врятувала моє життя»                   | Малкольм Кларк, Ніколас Рід               |
| 86-та (2014) | «Копальник печер»                                                 | Джеффрі Карофф                            |
| 86-та (2014) | «Зіткнувшись зі страхом»                                          | Джейсон Коен                              |
| 86-та (2014) | «Карама не має стін»                                              | Сара Ісхак                                |
| 86-та (2014) | «Тюремний термінал: Останні дні рядового Джека Холла»             | Едгар Баренс                              |
| 87-ма (2015) | ★ «Лінія довіри: Ветерани натисніть 1»                            | Еллен Гузенберг Кент, Дана Перрі          |
| 87-ма (2015) | «Йоанна»                                                          | Анета Копач                               |
| 87-ма (2015) | «Наше прокляття»                                                  | Томаш Слівінський, Мацей Слесіцький       |
| 87-ма (2015) | «Жнець»                                                           | Габріель Серра Аргуелло                   |
| 87-ма (2015) | «Біла земля»                                                      | Дж. Крістіан Дженсен                      |
| 88-ма (2016) | ★ «Дівчина в річці: Ціна прощення»                                | Шармін Обейд-Чіной                        |
| 88-ма (2016) | «Похоронна команда 12»                                            | Девід Дарг, Брін Музер                    |
| 88-ма (2016) | «Чау, за кордоном»                                                | Кортні Марш, Джеррі Франк                 |
| 88-ма (2016) | «Клод Ланзманн: Привиди Шоа»                                      | Адам Бензін                               |
| 88-ма (2016) | «Останній день свободи»                                           | Ді Гібберт-Джонс, Номі Талісман           |
| 89-та (2017) | ★ «Білі шоломи»                                                   | Орландо фон Айнзідель, Джоанна Натасегара |
| 89-та (2017) | «Екстреміс»                                                       | Ден Краусс                                |
| 89-та (2017) | «4,1 милі»                                                        | Дафна Маціаракі                           |
| 89-та (2017) | «Скрипка Джо»                                                     | Кахане Куперман, Рафаела Нейгаузен        |
| 89-та (2017) | «Ватані: Моя батьківщина»                                         | Марсель Меттельзіфен, Стівен Елліс        |
| 90-та (2018) | ★ «Небеса - це пробка на 405»                                     | Френк Штіфель                             |
| 90-та (2018) | «Едіт+Едді»                                                       | Лаура Чековей, Томас Лі Райт              |
| 90-та (2018) | «Героїн»                                                          | Елейн Макмільйон Шелдон, Керрін Шелдон    |
| 90-та (2018) | «Навички володіння ножем»                                         | Томас Леннон                              |
| 90-та (2018) | «Зупинка руху»                                                    | Кейт Девіс, Девід Хейлбронер              |
| 91-ша (2019) | ★ «Період. Кінець речення.»                                       | Райка Зехтабчі, Меліса Бертон             |
| 91-ша (2019) | «Чорна вівця»                                                     | Ед Перкінс, Джонатан Чінн                 |
| 91-ша (2019) | «Кінцева гра»                                                     | Роб Епштейн, Джеффрі Фрідман              |
| 91-ша (2019) | «Рятувальний човен»                                               | Скай Фіцджеральд, Брін Музер              |
| 91-ша (2019) | «Ніч у саду»                                                      | Маршалл Каррі                             |

### 2020-ті
| Церемонія    | Фільм                                                                   | Номінанти                           |
| ------------ | ----------------------------------------------------------------------- | ----------------------------------- |
| 92-га (2020) | ★ «Вчимося кататися на скейтборді в зоні бойових дій (Якщо ти дівчина)» | Керол Дайзінгер, Олена Андрейчева   |
| 92-га (2020) | «У разі відсутності»                                                    | І Син Джун, Кам Бьон-сок            |
| 92-га (2020) | «Життя обганяє мене»                                                    | Джон Гаптас, Крістін Самуельсон     |
| 92-га (2020) | «Сент-Луїс: Супермен»                                                   | Смріті Мундра, Самі Хан             |
| 92-га (2020) | «Прогулянка, біг, ча-ча»                                                | Лаура Нікс, Колетт Сандстедт        |
| 93-тя (2021) | ★ «Колетт»                                                              | Ентоні Джаккіно, Еліс Доярд         |
| 93-тя (2021) | «Концерт — це розмова»                                                  | Бен Праудфут, Кріс Бауерс           |
| 93-тя (2021) | «Не розлучайтеся»                                                       | Андерс Хаммер, Шарлотта Кук         |
| 93-тя (2021) | «Голодна палата»                                                        | Скай Фіцджеральд, Майкл Шойерман    |
| 93-тя (2021) | «Пісня про кохання для Латаші»                                          | Софі Налі Еллісон, Дженіс Дункан    |
| 94-та (2022) | ★ «Королева баскетболу»                                                 | Бен Праудфут                        |
| 94-та (2022) | «Звуковий»                                                              | Метт Огенс, Джефф Маклін            |
| 94-та (2022) | «Веди мене додому»                                                      | Педро Кос, Джон Шенк                |
| 94-та (2022) | «Три пісні для Беназір»                                                 | Елізабет Мірзаї, Гулістан Мірзаї    |
| 94-та (2022) | «Коли ми були хуліганами»                                               | Джей Розенблат                      |
| 95-та (2023) | ★ «Шептуни слонів»                                                      | Картікі Гонсалвес, Гуніт Монга      |
| 95-та (2023) | «Виїзд»                                                                 | Євгенія Арбугаєва, Максим Арбугаєв  |
| 95-та (2023) | «Як ви вимірюєте рік?»                                                  | Джей Розенблат                      |
| 95-та (2023) | «Ефект Марти Мітчелл»                                                   | Енн Альверг, Бет Левісон            |
| 95-та (2023) | «Незнайомець біля воріт»                                                | Джошуа Сефтел, Коналл Джонс         |
| 96-та (2024) | ★ «Остання ремонтна майстерня»                                          | Бен Праудфут, Кріс Бауерс           |
| 96-та (2024) | «Азбука заборони книг»                                                  | Шейла Невінс, Тріш Адлесік          |
| 96-та (2024) | «Перукар з Літл-Року»                                                   | Джон Гоффман, Крістін Тернер        |
| 96-та (2024) | «Острів поміж»                                                          | С. Лео Чіанг, Жан Ціен              |
| 96-та (2024) | «Най Най і Вай По»                                                      | Шон Ван, Сем Девіс                  |
| 97-ма (2025) | ★ «Єдина дівчина в оркестрі»                                            | Моллі О'Брайен, Ліза Ремінгтон      |
| 97-ма (2025) | «Смерть за номерами»                                                    | Кім А. Снайдер, Джанік Л. Робіллард |
| 97-ма (2025) | «Я готовий, наглядаче»                                                  | Смріті Мундхра, Майя Гнип           |
| 97-ма (2025) | «Інцидент»                                                              | Білл Моррісон, Джеймі Кальвен       |
| 97-ма (2025) | «Інструменти серця, що б'ється»                                         | Ема Райан Ямадзакі, Ерік Ньярі      |